# Бурошапочный пестрохвостый попугай
Бурошапочный пестрохвостый попугай (лат. Touit purpuratus) — птица семейства попугаевых.

## Внешний вид
Окраска зелёная. Голова в верхней части коричневая, а в задней части шеи и около ушей с оливковым оттенком. Кроющие перья плеча тёмно-коричневого цвета, поясница ярко-синяя. Хвост красный с чёрным окаймлением, кончики перьев зелёные. Маховые перья и сгиб крыла коричневые с зелёным окаймлением. Клюв жёлто-белый.

## Распространение
Населяет леса на северо-востоке Бразилии, Венесуэлы, Суринама, Гайаны и Гвианы.

## Классификация
Вид включает в себя 2 подвида:
- Touit purpuratus purpuratus (Gmelin, 1788)
- Touit purpuratus viridiceps Chapman, 1929